# Acacia doratoxylon
Acacia doratoxylon är en ärtväxtart som beskrevs av Allan Cunningham. Acacia doratoxylon ingår i släktet akacior, och familjen ärtväxter. Inga underarter finns listade i Catalogue of Life.